# Бреме (Павија)
Бреме (итал. Breme) је насеље у Италији у округу Павија, региону Ломбардија.
Према процени из 2011. у насељу је живело 811 становника. Насеље се налази на надморској висини од 105 м.

## Становништво
| 1931. | 1936. | 1951. | 1961. | 1971. | 1981. | 1991. | 2001. | 2011. |
| ----- | ----- | ----- | ----- | ----- | ----- | ----- | ----- | ----- |
| 2.266 | 2.210 | 2.052 | 1.847 | 1.423 | 1.184 | 1.002 | 936   | 853   |